# 馬驥 (1919年)
馬驥（1919年—2006年），女，中國電影演員。
馬驥從影六十餘年，多半飾演配角，陪襯周璇、張瑞芳、王丹鳳、秦怡、孫道臨、仲星火、謝芳等大牌演員，曾自謙「一個被人遺忘的演員」。1959年，她在喜劇《今天我休息》中飾演熱心作媒的派出所所長妻子，表現突出；1997年，她以七十八歲高齡演出該片續集《今天我離休》。

## 演出作品
- 紅粉金戈（1940）
- 奈何天（1941）
- 夜深沉（1941）——宋母
- 解語花（1941）
- 卿何薄命（1947）
- 黑河魂（1948）
- 痴男怨女（1948）
- 殘冬（1949）
- 紅樓二尤（1951）——尤母
- 鴛鴦劍（1951）
- 婦女春秋（1951）
- 渡江偵察記（1954）——侯妾
- 春天來了（1956）
- 鳳凰之歌（1957）
- 洞簫橫吹（1957）
- 今天我休息（1959）——姚美貞
- 家（1956）
- 馬蘭花（1960）——王媽媽
- 李雙雙（1962）
- 女理髮師（1962）
- 北國江南（1963）
- 舞臺姐妹（1965）
- 春歌（1978）
- 姣姣小姐（1986）
- 笑破情網（1987）
- 業餘警察（1987）
- 俠盜魯平（1989）
- 阿福哥的桃花運（1990）
- 今天我離休（1997）——姚美貞

## 外部連結
- 馬驥在互联网电影资料库（IMDb）上的資料（英文）（英文）
- 馬驥在香港影庫上的簡介
- 馬驥在豆瓣上的资料（简体中文）
- 馬驥在时光网上的簡介（简体中文）